# Ефект розгальмування в Мережі
Ефект розгальмування в Інтернеті означає відсутність стриманості, яку відчуває людина під час спілкування в Інтернеті порівняно зі спілкуванням особисто. Люди, як правило, почуваються безпечніше, коли говорять в Інтернеті те, чого вони б не сказали в реальному житті, оскільки вони мають можливість залишатися повністю анонімними та непомітними, коли перебувають на певних вебсайтах, і, як наслідок, вільними від потенційних наслідків. Крім анонімності, інші чинники, такі як асинхронна комунікація, дефіцит емпатії або індивідуальні особистісні та культурні чинники, також сприяють розгальмованості онлайн. Прояви такого ефекту можуть мати як позитивний, так і негативний характер; таким чином, онлайн-розгальмування можна класифікувати як доброякісне розгальмування або токсичне розгальмування.

## Класифікації
Доброякісне розгальмування онлайн описує ситуацію, в якій люди отримують певну користь від відсутності обмежень у кіберпросторі. Одним із прикладів доброякісного онлайн-розгальмування можна вважати самовикриття. За допомогою анонімності в Інтернеті люди можуть ділитися особистими почуттями або розкривати себе так, як вони не бажають це робити в реальному житті. Наприклад, молоді люди відчувають полегшення, коли в онлайн-чатах розкривають невимовні секрети чи особисті незручні подробиці. Такі саморозкриття дозволяють людям швидше і міцніше встановлювати інтимні міжособистісні стосунки порівняно з реальним спілкуванням віч-на-віч. Ефект онлайн-розгальмування також дає можливість виразити себе людям, які не бажають спілкуватися в реальному світі, наприклад, замкнутим, сором'язливим, соціально фобічним людям, а також людям із заїканням або вадами слуху.
Інший тип онлайн-дезгальмування називається токсичним дезгальмуванням, яке являє собою підвищену тенденцію до онлайн-флейму та неадекватної поведінки. Вони часто містять нецензурну лексику, лайку і навіть погрози. Ця норма описує негативний побічний ефект втрати гальмування на кіберпростір. Антисоціальна поведінка, спричинена токсичним розгальмуванням, виникає не лише на багатьох онлайн-платформах, таких як блоги, сайти ненависті та розділи коментарів, але також існує в різноманітних формах, включаючи кіберзалякування, соціальна бездіяльність тощо.
Однак відмінність між доброякісним і токсичним онлайн-дезгальмуванням не завжди чітка. Наприклад, вороже слово в онлайн-чаті може зашкодити самооцінці іншого, але, з іншого боку, якщо слово щире, можливо, воно може допомогти людині на кінці краще зрозуміти себе. Враховуючи різні субкультури онлайн-спільнот, люди можуть мати різну толерантність до певної соціальної поведінки. Іншим прикладом може бути дія стороннім спостерігачем онлайн-ненависті. Німецьке дослідження вивчало зв'язок між ненавистю в Інтернеті та викликом ненависті до підлітків. Це дослідження виявило позитивну кореляцію між онлайн-ненавистю та створенням онлайн-ненависті серед підлітків.

## Фактори впливу
Анонімність, асинхронне спілкування та дефіцит емпатії сприяють розгальмуванню онлайн. Анонімність може змусити людину почуватися в безпеці в Інтернеті, як інша людина; можна навіть прийняти нову персону. Це також може змусити людину відчути, що зробити або сказати все можливо, тому що вона, швидше за все, не отримає догану в реальному житті. Однак нові технології, які застосовуються партнерами з правоохоронних органів, дедалі більше спрощують боротьбу з кіберзлочинністю. Асинхронна комунікація — це комунікація, яка не відбувається в реальному часі, і для отримання відповіді на оригінальне повідомлення може знадобитися деякий час. Асинхронна комунікація впливає на розблокування онлайн, оскільки можна надіслати повідомлення в Інтернет і не отримати негайної відповіді, а потім вийти. Тому не потрібно думати про сказане. З іншого боку, це також дає час, щоб дати більш обдуману відповідь. Дефіцит емпатії — це зниження здатності ідентифікувати себе з емоціями інших. Існує дефіцит емпатії через відсутність невербального зворотного зв'язку. Через опосередковане спілкування важко зрозуміти, який тон і вираз обличчя супроводжують повідомлення. Отже, це ускладнює співпереживання іншим. І анонімність, і дефіцит емпатії ускладнюють сприйняття інших в Інтернеті як людей із почуттями через відсутність мімічної взаємодії.
Кілька дослідників відзначили кореляцію між патологічним використанням Інтернету та збільшенням розгальмованості в Інтернеті, особливо серед студентів. Австралійське дослідження показало, що розгальмування, яке часто є провісником інших залежних форм поведінки, було поганим провісником інтенсивного використання Інтернету. Спільна поширеність низької самооцінки та онлайн-розгальмованості серед патологічних користувачів Інтернету свідчить про те, що вони можуть вважати анонімність і синхронність онлайн-взаємодій звільняючими, що призводить до більшої розгальмованості, коли вони онлайн.

## Можливі наслідки
Розгальмовування в Інтернеті відіграє важливу роль в акті кіберзалякування. Кіберзалякування — це спроба змусити іншу людину почуватися збентеженою, заляканою або погано ставитися до неї через Інтернет. Анонімність зазвичай призводить до більш злих коментарів щодо інших (кіберзалякування), але сама по собі вона не викликає кіберзалякування. Асинхронний зв'язок дозволяє хулігану сказати те, що він має сказати, а потім вийти, ніби нічого не сталося, не маючи жодних наслідків поза Інтернетом. Дефіцит емпатії — це те, що дозволяє хулігану публікувати повідомлення в першу чергу, жертва зводиться до імені на екрані комп'ютера.
Расистські, сексистські, насильницькі та грубі онлайн-коментарі не є прямим результатом анонімності. Ці коментарі виникають лише тоді, коли інші люди також говорять подібні речі; Інтернет-користувачі, як правило, зберігають той самий тон, ввічливість/неввічливість, що й інші в онлайн-дописах.
Ефект розгальмування онлайн може вплинути на безпеку роботи та майбутні можливості працевлаштування. Шістнадцятирічну Кімберлі Свонн звільнили з роботи через негативні коментарі, які вона зробила про свою професію на своїй сторінці у Facebook, тоді як інший сумнозвісний випадок стосувався жінки, Хізер Армстронг, яку звільнили після того, як «знущалася» над своїми колегами з Інтернет. Це наслідки того, що деякі користувачі Інтернету вважають себе вільними від типових соціальних стандартів. Автор книги «Шість причин розгальмовування в Інтернеті» стверджує, що «порівняно зі спілкуванням віч-на-віч, в Інтернеті ми почуваємося вільнішими робити та говорити те, що хочемо, і, як наслідок, часто робимо та говоримо те, що не повинні».
Розгальмування онлайн також може мати позитивні результати. Люди, які сором'язливі, які відчувають, що не можуть говорити про певні речі у своєму реальному житті, які, можливо, не мають вислову, можуть отримати користь від розгальмування онлайн, не завдаючи шкоди іншим. Анонімність перебування в Інтернеті дозволяє людям розкривати себе більше, ніж вони це роблять особисто. Розблокування онлайн може забезпечити безпечне місце для людей ЛГБТК-спільноти (та інших маргіналізованих груп) для обміну інформацією та підтримки один одного. Це може допомогти учням бути більш інтерактивними в онлайн-класах, ніж в офлайн-класах.

## Подальше читання
- Joinson, Adam (2007). Disinhibition and the Internet. Psychology and the Internet: Intrapersonal, interpersonal, and transpersonal implications. Academic Press. с. 75–92. ISBN 978-0123694256.